# 高根華德運動場
高根華德運動場（荷蘭語：Stadion Galgenwaard，荷蘭語發音：[ˌstaːdijɔŋ ˈɣɑlɣə(ɱ)ʋaːrt]）是一座位於荷蘭乌得勒支的足球場。自1970年起，足球場為烏德勒支足球會的主場。
運動場於2000年至2004年期間進行擴建，現能容納23,750名觀眾。
高根華德運動場在2017年歐洲女子足球錦標賽期間曾舉辦四場小組賽。

## 外部連結
- 维基共享资源上的相關多媒體資源：高根華德運動場
- （荷蘭語） VoetbalStats （页面存档备份，存于）

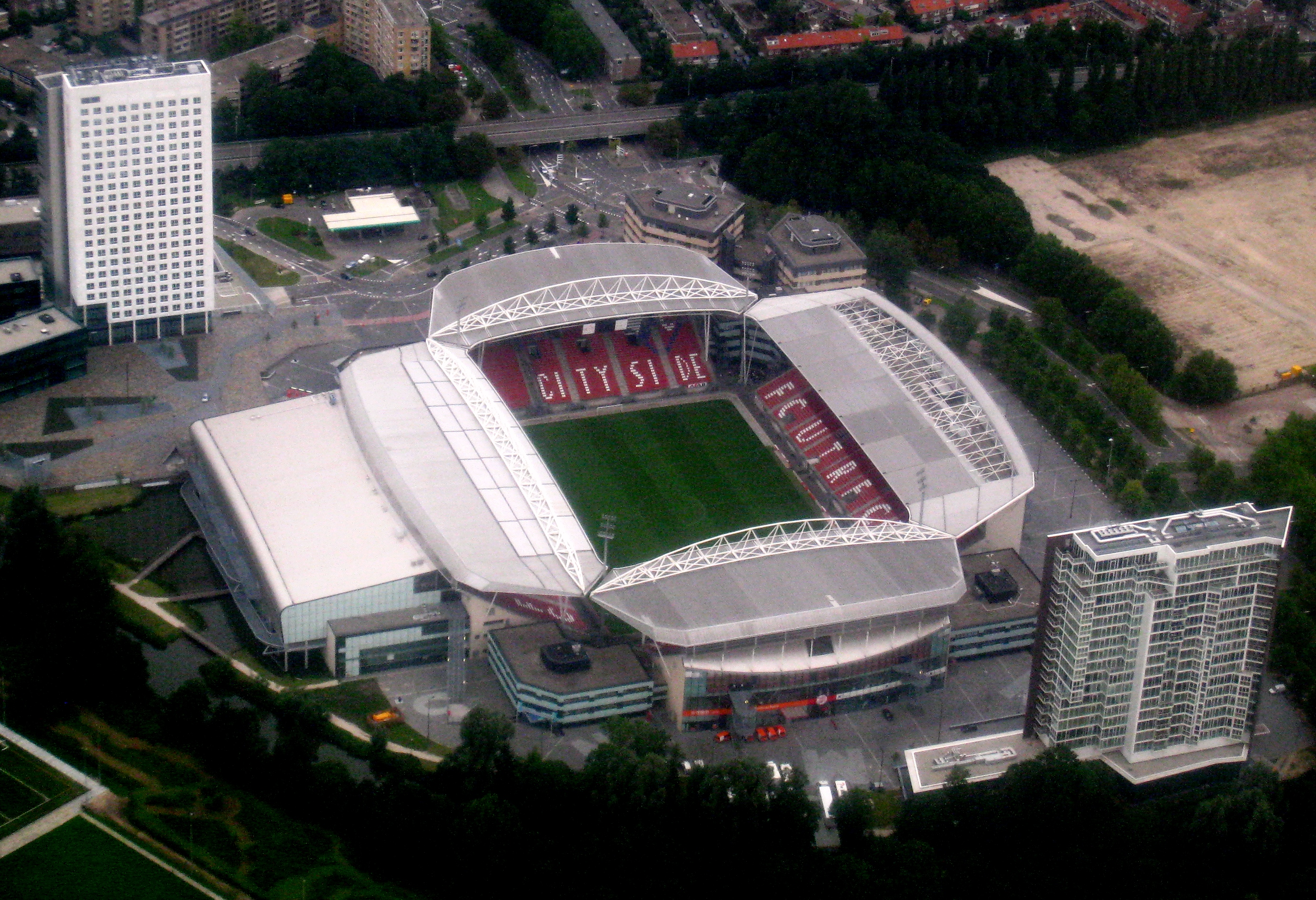
高根華德運動場俯瞰圖

- （俄語） Stadion Galgenwaard

52°04′42″N 5°08′45″E / 52.07833°N 5.14583°E